# UCI Women's World Tour 2019

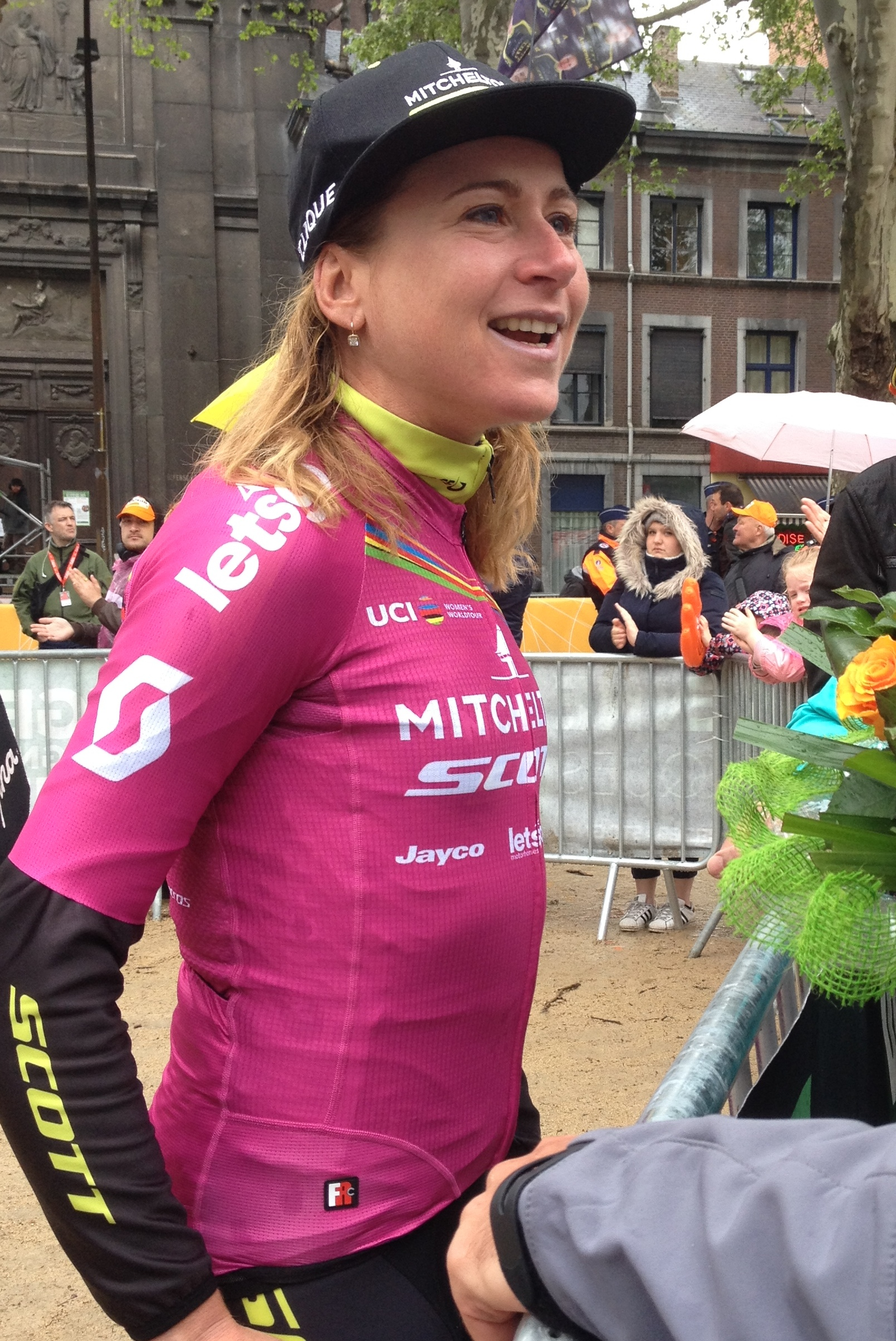
Annemiek van Vleuten in de leiderstrui.

De UCI Women's World Tour 2019 is de vierde editie van deze internationale wielerwedstrijdcyclus voor vrouwen, georganiseerd door de UCI. De eerste Women's World Tour in 2016 verving de wereldbeker voor vrouwen, die tussen 1998 en 2015 bestond.

## Ploegen
In onderstaande tabel staan de vijftien ploegen die automatisch startrecht hebben in alle wedstrijden van de Women's World Tour.
| 1-5              | 6-10           | 11-15                              |
| ---------------- | -------------- | ---------------------------------- |
| Boels Dolmans    | Canyon-SRAM    | Team Tibco                         |
| Mitchelton-Scott | WNT-Rotor      | Parkhotel Valkenburg               |
| CCC-Liv          | Team Virtu     | Alé Cipollini                      |
| Trek-Segafredo   | Valcar-Cylance | FDJ Nouvelle-Aquitaine Futuroscope |
| Team Sunweb      | Movistar Team  | Bigla                              |

## Overzicht
Ook het vierde seizoen van de Women's World Tour werd gedomineerd door Nederlandse rensters. De winnaressen van de laatste twee edities, Anna van der Breggen en Annemiek van Vleuten, tevens de regerend wereldkampioenen op de weg en in de tijdrit, werden opgevolgd door Marianne Vos. Zij wist voorheen al vijf keer de wereldbeker voor vrouwen te winnen. Ze won deze keer de voorjaarsklassieker Trofeo Alfredo Binda en later in het jaar La Course en de Ladies Tour of Norway. Met nog een wedstrijd te gaan, stond ze tweede in het klassement op zes punten achter Van Vleuten. Door haar derde plek in de Ronde van Guangxi verdiende ze ruim genoeg punten om de eindzege binnen te halen. Van Vleuten won eveneens drie wedstrijden: de voorjaarsklassiekers Strade Bianche en Luik-Bastenaken-Luik en in juli won ze voor de tweede maal op rij de enige grote ronde voor vrouwen, de Giro Rosa. Ook Van der Breggen won drie koersen: de Waalse Pijl, de Tour of California en de GP de Plouay. Met twee overwinningen van Kirsten Wild en twee van Lorena Wiebes kwam het totaal op dertien Nederlandse zeges. Enkel de Italiaanse Marta Bastianelli wist ook drie zeges te behalen en met de zege van de Emakumeen Bira door haar landgenote Elisa Longo Borghini kwam het aantal Italiaanse zeges op vier. De Poolse Katarzyna Niewiadoma won de Amstel Gold Race, de Britse Lizzie Deignan zegevierde in haar thuiswedstrijd The Women's Tour, de Luxemburgse Christine Majerus werd eindwinnares van de Boels Ladies Tour, de Duitse Lisa Brennauer won de tweedaagse Madrid Challenge en de Australische Chloe Hosking won de afsluitende Ronde van Guangxi. De ploegentijdrit in Vårgårda werd een prooi voor het Amerikaanse Trek-Segafredo. Na een spannende strijd met Marta Cavalli werd het jongerenklassement van de Women's World Tour gewonnen door Lorena Wiebes, die aan het eind van 2019 tevens leidster was van de UCI-ranking. Het ploegenklassement werd voor het vierde jaar op rij gewonnen door Boels Dolmans. Met de tweede, vijfde en zevende plek eindigden drie andere Nederlandse ploegen ook in de top tien. In het individueel klassement werden zes plekken in de top tien ingenomen door Nederlanders.
| Datum           | Wedstrijd                        | Winnares             | Ploeg                | Leidster             |
| --------------- | -------------------------------- | -------------------- | -------------------- | -------------------- |
| 9 maart         | Strade Bianche                   | Annemiek van Vleuten | Mitchelton-Scott     | Annemiek van Vleuten |
| 17 maart        | Ronde van Drenthe                | Marta Bastianelli    | Team Virtu           | Marta Bastianelli    |
| 24 maart        | Trofeo Alfredo Binda             | Marianne Vos         | CCC-Liv              | Marta Bastianelli    |
| 28 maart        | Driedaagse Brugge-De Panne       | Kirsten Wild         | WNT-Rotor            | Marta Bastianelli    |
| 31 maart        | Gent–Wevelgem in Flanders Field  | Kirsten Wild         | WNT-Rotor            | Marta Bastianelli    |
| 7 april         | Ronde van Vlaanderen             | Marta Bastianelli    | Team Virtu           | Marta Bastianelli    |
| 21 april        | Amstel Gold Race                 | Katarzyna Niewiadoma | Canyon-SRAM          | Marta Bastianelli    |
| 24 april        | Waalse Pijl                      | Anna van der Breggen | Boels Dolmans        | Marta Bastianelli    |
| 28 april        | Luik-Bastenaken-Luik             | Annemiek van Vleuten | Mitchelton-Scott     | Annemiek van Vleuten |
| 9-11 mei        | Tour of Chongming Island         | Lorena Wiebes        | Parkhotel Valkenburg | Annemiek van Vleuten |
| 16-18 mei       | Amgen Tour of California         | Anna van der Breggen | Boels Dolmans        | Annemiek van Vleuten |
| 22-25 mei       | Emakumeen Bira                   | Elisa Longo Borghini | Trek-Segafredo       | Annemiek van Vleuten |
| 10-15 juni      | OVO Energy Women's Tour          | Elizabeth Deignan    | Trek-Segafredo       | Annemiek van Vleuten |
| 5-14 juli       | Giro d'Italia Int. Femminile     | Annemiek van Vleuten | Mitchelton-Scott     | Annemiek van Vleuten |
| 19 juli         | La Course by Le Tour de France   | Marianne Vos         | CCC-Liv              | Annemiek van Vleuten |
| 3 augustus      | Prudential Ride London           | Lorena Wiebes        | Parkhotel Valkenburg | Annemiek van Vleuten |
| 17 augustus     | Open de Suède Vårgårda (TTT)     | Trek-Segafredo       | Trek-Segafredo       | Annemiek van Vleuten |
| 18 augustus     | Open de Suède Vårgårda           | Marta Bastianelli    | Team Virtu           | Annemiek van Vleuten |
| 22-25 augustus  | Ladies Tour of Norway            | Marianne Vos         | CCC-Liv              | Marianne Vos         |
| 31 augustus     | GP de Plouay-Bretagne            | Anna van der Breggen | Boels Dolmans        | Marianne Vos         |
| 3-8 september   | Boels Ladies Tour                | Christine Majerus    | Boels Dolmans        | Annemiek van Vleuten |
| 14-15 september | La Madrid Challenge by La Vuelta | Lisa Brennauer       | WNT-Rotor            | Annemiek van Vleuten |
| 22 oktober      | Ronde van Guangxi                | Chloe Hosking        | Alé Cipollini        | Marianne Vos         |

## Puntentelling

Leiderstrui in Women's World Tour

Jongerentrui Women's World Tour

### Individueel klassement
De nummers één tot en met veertig behalen punten in zowel de eendagskoersen als voor het eindklassement in de etappewedstrijden.
| Plaats | 1e  | 2e  | 3e  | 4e  | 5e | 6e | 7e | 8e | 9e | 10e | 11e | 12e | 13e | 14e | 15e | 16e t/m 30e | 31e t/m 40e |
| Punten | 200 | 150 | 125 | 100 | 85 | 70 | 60 | 50 | 40 | 35  | 30  | 25  | 20  | 15  | 10  | 5           | 3           |

In de meerdaagse rittenkoersen zijn per etappe de volgende punten te behalen. Ook krijgt de draagster van de leiderstrui per etappe 5 punten.
| Plaats | 1e | 2e | 3e | 4e | 5e | 6e | 7e | 8e | 9e | 10e |
| Punten | 25 | 20 | 18 | 16 | 14 | 12 | 10 | 8  | 6  | 4   |

### Jongerenklassement
Elke wedstrijd behalen de eerste drie jongeren (onder 23 jaar aan het begin van het seizoen) respectievelijk 6, 4 en 2 punten.

### Ploegenklassement
Per ploeg worden de punten van alle rensters opgeteld, plus de punten verdiend in de ploegentijdrit in Zweden, waar de 20 beste ploegen de volgende punten behalen. In ploegentijdritten krijgen ploegen de punten volgens onderstaande tabel. Voor het individueel klassement worden de punten gelijk verdeeld onder de rensters die in dezelfde tijd finishen.
| Plaats | 1e  | 2e  | 3e  | 4e  | 5e | 6e | 7e | 8e | 9e | 10e | 11e | 12e | 13e | 14e | 15e | 16e t/m 30e |
| Punten | 200 | 150 | 125 | 100 | 85 | 70 | 60 | 50 | 40 | 35  | 30  | 25  | 20  | 15  | 10  | 5           |

## Eindklassementen
| №  | Individueel klassement | Punten   |
| -- | ---------------------- | -------- |
|    | Marianne Vos           | 1.592,00 |
|    | Annemiek van Vleuten   | 1.472,67 |
|    | Lorena Wiebes          | 1.302,33 |
| 4  | Katarzyna Niewiadoma   | 1.240,17 |
| 5  | Anna van der Breggen   | 1.095,00 |
| 6  | Marta Bastianelli      | 1.077,00 |
| 7  | Amy Pieters            | 841,00   |
| 8  | Lucinda Brand          | 797,50   |
| 9  | Christine Majerus      | 690,67   |
| 10 | Amanda Spratt          | 680,67   |

| №           | Jongerenklassement (-23) | Punten |
| ----------- | ------------------------ | ------ |
|             | Lorena Wiebes            | 46     |
|             | Marta Cavalli            | 42     |
|             | Sofia Bertizzolo         | 22     |
| Évita Muzic | 22                       |        |
| 5           | Elisa Balsamo            | 20     |
| 6           | Juliette Labous          | 16     |
| 7           | Paula Patiño             | 10     |
| 7           | Letizia Paternoster      | 10     |
| 9           | Liane Lippert            | 8      |
| 10          | Pernille Mathiesen       | 6      |
| 10          | Nikola Nosková           | 6      |
| 10          | Chiara Consonni          | 6      |
| 10          | Ella Harris              | 6      |

| №  | Ploegenklassement    | Punten |
| -- | -------------------- | ------ |
|    | Boels Dolmans        | 4.045  |
|    | Team Sunweb          | 2.999  |
|    | Trek-Segafredo       | 2.548  |
| 4  | Mitchelton-Scott     | 2.517  |
| 5  | CCC-Liv              | 2.451  |
| 6  | Canyon-SRAM          | 2.215  |
| 7  | Parkhotel Valkenburg | 2.073  |
| 8  | WNT-Rotor            | 1.578  |
| 9  | Team Virtu           | 1.548  |
| 10 | Alé Cipollini        | 1.315  |